# Духът на баща ми
„Духът на баща ми“ е български игрален филм (драма) от 1998 година на режисьора Дочо Боджаков, по сценарий на Стефан Цанев. Оператор е Иван Варимезов, а музиката е на Сергей Джокаов. Художник е Стефан Дорич.

## Сюжет
Всяка нощ Виктор сънува един и същи сън - красив рицар с доспехи и меч се скита из гората, яхнал бял кон. Подслушва разговор между родителите си, от който разбира, че истинският му баща е друг. Виктор свързва образа му с рицаря от сънищата. Решава на всяка цена да открие баща си, но когато го намира разбира, че представата за него се разминава с истинската му същност. Това му помага да преоткрие в човека, с който е израснал, своя истински татко.

## Актьорски състав
| Роля                                 | Изпълнител            |
| ------------------------------------ | --------------------- |
| Елена, майката                       | Параскева Джукелова   |
| бащата Петър Илиев, съпруг на Елена  | Стоян Алексиев        |
| Виктор, синът                        | Йоан Делчев           |
| рицарят / скулпторът Андрей Гаврилов | Николай Сотиров       |
| учителката                           | Мария Сапунджиева     |
| бабата на Виктор                     | Меглена Караламбова   |
| журналистката                        | Елена Йончева         |
|                                      | Биляна Петринска      |
|                                      | Вяра Табакова         |
|                                      | Александрина Николова |
|                                      | Тони Чавдаров         |
|                                      | Виктор Захариев       |
|                                      | Линда Русева          |
|                                      | Елеонора Милчева      |
|                                      | Пламен Захов          |
|                                      | Силви Стоицов         |
|                                      | Борислав Стоилов      |